# Početni udarac
Početni udarac je metoda vraćanja lopte u igru u nogometu.

## Dodjeljivanje početnoga udarca
Početni udarac se izvodi točno sa sredine poprečne linije igrališta na početku svakog poluvremena i/ili produžetaka. Početni udarac se dodjeljuje momčadi koja je izgubila bacanje novčića prije početka utakmice (momčad koja je pobjednik bacanja novčića odabire stranu na kojoj želi igrati). U drugom poluvremenu početni udarac izvodi momčad koja u prvom poluvremenu nije imala početni udarac. Prije produžetaka se također baca novčić.
Početni udarac se također koristi za ponovni početak igre nakon postignutoga gola, a izvodi ga momčad koja je gol primila.

## Procedura izvođenja
Početni udarac se izvodi iz malenog kruga koji se nalazi točno na sredini terena. Svi igrači moraju biti na polovici terena gdje je njihov gol, a protivnički igrači moraju biti udaljeni minimalno 9.15 metara (10 jardi), dok se lopta ne izvede.
Lopta se smatra izvedenom kada je dva igrača koja početni udarac izvode pomaknu u protivničku stranu terena. Ako izvedu početni udarac bez da lopta prijeđe na protivničku stranu, onda će sudac ponovno dodijeliti loptu istoj momčadi.
Zanimljivo, gol se može postići i izravno iz početnog udarca, ali samo u protivnički gol (ako lopta uđe u gol momčadi koja izvodi početni udarac, gol je poništen).

## Krivo izvođenje početnog udarca
Ako se igrači ne drže pravila da moraju biti u svojoj polovici kako je rečeno gore, ili ako lopta nije prešla u protivničku stranu, početni udarac se ponovno izvodi. Ako sudac smatra da se igrači namjerno oglušuju na ova pravila, može im dodijeliti žuti karton.
Nije dozvoljeno dodirnuti loptu dvaput zaredom od strane igrača koji ju je prvi dodirnuo, no kad je dodirne drugi igrač, s njom se može manevrirati. Nepoštivanje ovog pravila rezultira dosuđenim neizravnim slobodnim udarcem u korist protivničke momčadi na mjestu izvedene nepravilnosti. No, ako je lopta drugi put dodirnuta rukom, sudac dodjeljuje slobodan udarac ili jedanaesterac ako se incident odvio u šesnaestercu.

## Zanimljivosti
Najbrži gol svih vremena je postignut za 3.51 sekundu, nakon što su dva igrača izvela početni udarac propisno, a treći je loptu napucao ravno u gol. Momčad koja je taj gol postigla, izgubila je na kraju s 1:5! 